# أوسكار فيرنر
أوسكار فيرنر (بالألمانية: Oskar Werner) (و. 1922 – 1984 م) هو ممثل مسرحي، وممثل أفلام نمساوي، ولد في فيينا، توفي في ماربورغ، عن عمر يناهز 62 عاماً، بسبب نوبة قلبية.

## جوائز وترشيحات
حصل على جوائز منها:
جوائز
- جائزة الغولدن غلوب

ترشيحات
- جائزة الأوسكار لأفضل ممثل، عن عمل: سفينة السفهاء (1965)

ترشح لـ:
- جائزة الأوسكار لأفضل ممثل، عن عمل: سفينة السفهاء (1965).

## وصلات خارجية
- أوسكار فيرنر على موقع IMDb (الإنجليزية)
- أوسكار فيرنر على موقع الموسوعة البريطانية (الإنجليزية)
- أوسكار فيرنر على موقع روتن توميتوز (الإنجليزية)
- أوسكار فيرنر على موقع مونزينجر (الألمانية)
- أوسكار فيرنر على موقع ألو سيني (الفرنسية)
- أوسكار فيرنر على موقع ميوزك برينز (الإنجليزية)
- أوسكار فيرنر على موقع تيرنر كلاسيك موفيز (الإنجليزية)
- أوسكار فيرنر على موقع أول موفي (الإنجليزية)
- أوسكار فيرنر على موقع قاعدة بيانات الأفلام السويدية (السويدية)
- أوسكار فيرنر على موقع إن إن دي بي (الإنجليزية)